# Asaphes pubescens
Asaphes pubescens is een vliesvleugelig insect uit de familie Pteromalidae. De wetenschappelijke naam is voor het eerst geldig gepubliceerd in 1973 door Kamijo & Takada.